# Bougainvillia muscus
Bougainvillia muscus är en nässeldjursart som först beskrevs av George James Allman 1863.  I den svenska databasen Dyntaxa används istället namnet Bougainvillia ramosa. Bougainvillia muscus ingår i släktet Bougainvillia och familjen Bougainvilliidae. Det är osäkert om arten förekommer i Sverige. Inga underarter finns listade i Catalogue of Life.

## Bildgalleri

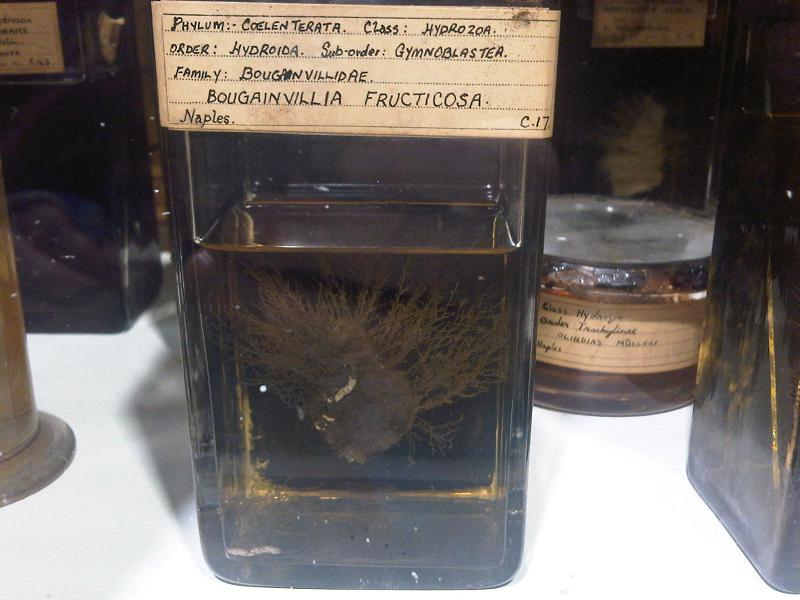